# Camp Robin
Camp Robin est une commune rurale malgache située dans la partie nord-est de la région de la Haute Matsiatra. (FOKO BETSILEO)